# Шитли, Вильгельм
Вильгельм Шитли (нем. Wilhelm Schitli; 26 июня 1912, Оснабрюк, Германская империя — 31 марта 1945) — гауптштурмфюрер СС, шуцхафтлагерфюрер в концлагере Нойенгамме.

## Биография
Вильгельм Шитли был старшим сыном организатора производства сигарет Герхарда Шитли и его супруги Луизы. Посещал среднюю школу в Оснабрюке и успешно окончил её. С 1928 году изучал монтажное дело. Впоследствии получил звание мастера и с 1928 по 1934 год работал в качестве монтёра по отопительной системе.
8 февраля 1933 года вступил в НСДАП (билет № 2907236). 15 марта 1933 года был зачислен в ряды СС (№ 88647). В 1934 году добровольно записался в объединение «Мёртвой головы» «Восточная Фризия», которое составляло охрану концлагеря Эстервегена. В течение 8 месяцев принадлежал к охране концлагеря Эстервеген. В мае 1935 года был принят в комендатуру лагеря, и ему был поручено руководство командой заключённых. В июле 1936 года был повышен до рапортфюрера. После роспуска лагеря был переведён в концлагерь Заксенхаузен, где вскоре стал первым рапортфюрером. Согласно показаниям некоторых бывших заключённых, Шитли был «одним из худшим исполнителей телесных наказаний». Одного сбежавшего заключённого он лично избивал после поимки и чуть позже тот умер в тюрьме. В 1939 году был повышен до второго шуцхафтлагерфюрера.
В начале 1940 года в течение недолгого времени был вторым шуцхафтлагерфюрером в концлагере Бухенвальд. В ноябре 1940 года в качестве первого шуцхафтлагерфюрера был переведён в концлагерь Нойенгамме. В марте 1942 года был откомандирован в концлагерь Арбайтсдорф, который являлся экспериментальным проектом по производству вооружения близ Вольфсбурга, где стал заместителем коменданта концлагеря. С июля 1942 года был комендантом концлагеря, сменив на этом посту Мартина Готтфрида Вайса. Впоследствии лагерь по военно-экономическим причинам был расформирован.
С октября 1942 года возглавлял лагерь для еврейских принудительных рабочих при военном полигоне СС близ Дембицы и занимал этот пост до сентября 1943 года. Впоследствии последовал его перевод к высшему руководителю СС и полиции Остланда в Ригу. В 1944 году был переведён в управленческую группу «D» главного административно-хозяйственного управления СС, бывшую инспекцию концлагерей. В конце войны был призван на фронтовую службу в Войска СС. С 31 марта 1945 года Шитли считается пропавшим без вести.